# حارة الفاسي (ترناتة)
حارة الفاسي هي إحدى مشيخات المملكة المغربية، تتبع جغرافيا لإقليم زاكورة وإداريًا لترناتة. يقدر عدد سكانها بـ 3686 نسمة حسب الإحصاء الرسمي للسكان والسكنى لسنة 2004.